# 運動の第2法則
運動の第2法則（、英: Newton's second law）は、ニュートン力学の基礎をなす三つの運動法則の一つ。
第2法則は運動の第1法則（慣性の法則）が成り立つ基準系（いわゆる座標系）、すなわち慣性系における、物体の運動状態の時間変化と物体に作用する力の関係を示す法則である。

## 概要
運動の第2法則はアイザック・ニュートンによって発見され、1687年に出版した『自然哲学の数学的諸原理』において発表された。
運動の第2法則から、ニュートン力学における物体の運動方程式（ニュートンの方程式）が導かれる。
{\displaystyle m{\boldsymbol {a}}={\boldsymbol {F}}.}
ここで、{\displaystyle m} は物体の質量、{\displaystyle {\boldsymbol {a}}} は物体の加速度、{\displaystyle {\boldsymbol {F}}} は物体に加わる力。
なお、この運動方程式は、ニュートン自身は直接示しておらず、レオンハルト・オイラーによって、1749年の «Recherches sur le mouvement des corps célestes en général»（『天体の運動一般に関する研究』）で初めて公表された。

## 解説
ニュートンの運動の第2法則は、物体の運動状態の時間変化が、物体に作用する力に比例し、方向が同じになることを主張する。
『自然哲学の数学的諸原理』における第2法則は力の作用する時間が暗黙に含まれており、前述した「運動状態の変化」は運動量の変化、「力」は今日でいう力積に相当する概念になっている。
現代的記法に則して第2法則を記述するなら、ある短い時間 Δt に生じた物体の運動量の変化 Δp は、（現代物理学における意味での）力 F に比例する。
{\displaystyle \Delta {\boldsymbol {p}}={\boldsymbol {F}}\Delta t.}
この両辺を時間 Δt で割り、運動量 p を時刻 t の関数と見なし Δt → 0 の極限をとれば、以下の微分方程式が得られる。 
{\displaystyle {\frac {d{\boldsymbol {p}}}{dt}}(t)={\boldsymbol {F}}(t)}
この方程式はニュートンの運動方程式と呼ばれる。
ニュートンはまた、（現代でいうところの）運動量 p を、（慣性）質量 m と速度 v の積として定義している。
{\displaystyle {\boldsymbol {p}}:=m{\boldsymbol {v}}.}
従って、上述の運動方程式は速度と質量を用いて以下のように書き直すことができる。
{\displaystyle {\frac {d(m{\boldsymbol {v}})}{dt}}(t)={\boldsymbol {F}}(t)}
また初等的な運動学から、速度 v は位置 x の時間微分として表すことができるから、運動方程式を x に関する2階の常微分方程式に書き換えることができる。
{\displaystyle m{\frac {d^{2}{\boldsymbol {x}}}{dt^{2}}}(t)={\boldsymbol {F}}(t).}
ここで質量 m は定数とした。
速度の時間微分、従って位置の2階の時間微分は加速度と呼ばれる。ニュートンの方程式によれば、物体の加速度はその物体が受ける正味の力に比例し、その比例係数は慣性質量となる。
{\displaystyle m{\boldsymbol {a}}(t)={\boldsymbol {F}}(t).}
この形の方程式を運動方程式と呼ぶこともある。
加速度と力の関係から、ある（既知の）力が働く物体について、その加速度から物体の慣性質量を決定することができる。

## 相対性理論による修正
ニュートン力学では、時間はあらゆる物体や空間について共通であると暗黙に仮定されていた。しかしながら、自然法則は相対性原理に従う（系によらず自然法則は不変）という考えの下では、もはや時間はすべてに共通する絶対的なものではなく、あらゆる系に固有のものとなる。
特殊相対性理論（特殊相対論）では、慣性系における自然法則の不変性が要請される。特殊相対論においては、ニュートンの方程式に現れる時間は絶対的なものではなく、その系の固有時と解釈される。すなわち基準時刻 t を固有時 τ に置き換えたものが（特殊）相対論的運動方程式となる。
{\displaystyle {\frac {dp}{d\tau }}=K(\tau )}
この運動量 p は速度 v ≔ dx/dt ではなく、位置の固有時による微分に比例する。
{\displaystyle p=m{\frac {dx}{d\tau }}.}
時刻 t は固有時 τ の関数として与えられ、運動量は連鎖律から
{\displaystyle p=m{\frac {dx}{dt}}{\frac {dt}{d\tau }}=\gamma mv}
となる。ここで γ は以下のように定義される。
{\displaystyle \gamma ={\frac {dt}{d\tau }}={\frac {1}{\sqrt {1-v^{2}/c^{2}}}}.}
質点の速さが光速より十分小さければ γ → 1 となり、ニュートン力学とほぼ同じ意味を持つ式となる。